# Evita blandaria
Evita blandaria là một loài bướm đêm trong họ Geometridae.